# Sippenaeken
Sippenaeken (Aussprache mit Dehnungs-e; deutsch Sippenaachen, plattdütsch Sippenake, niederländisch Sippenaken) ist ein Dorf im Nordosten Belgiens, das zur Gemeinde Plombières (dt. Bleyberg) gehört – und somit zu den Plattdeutschen Gemeinden. Der Ort liegt an der Göhl, etwa zwei Kilometer nordwestlich von Plombières an der Straße von Gemmenich nach Teuven.

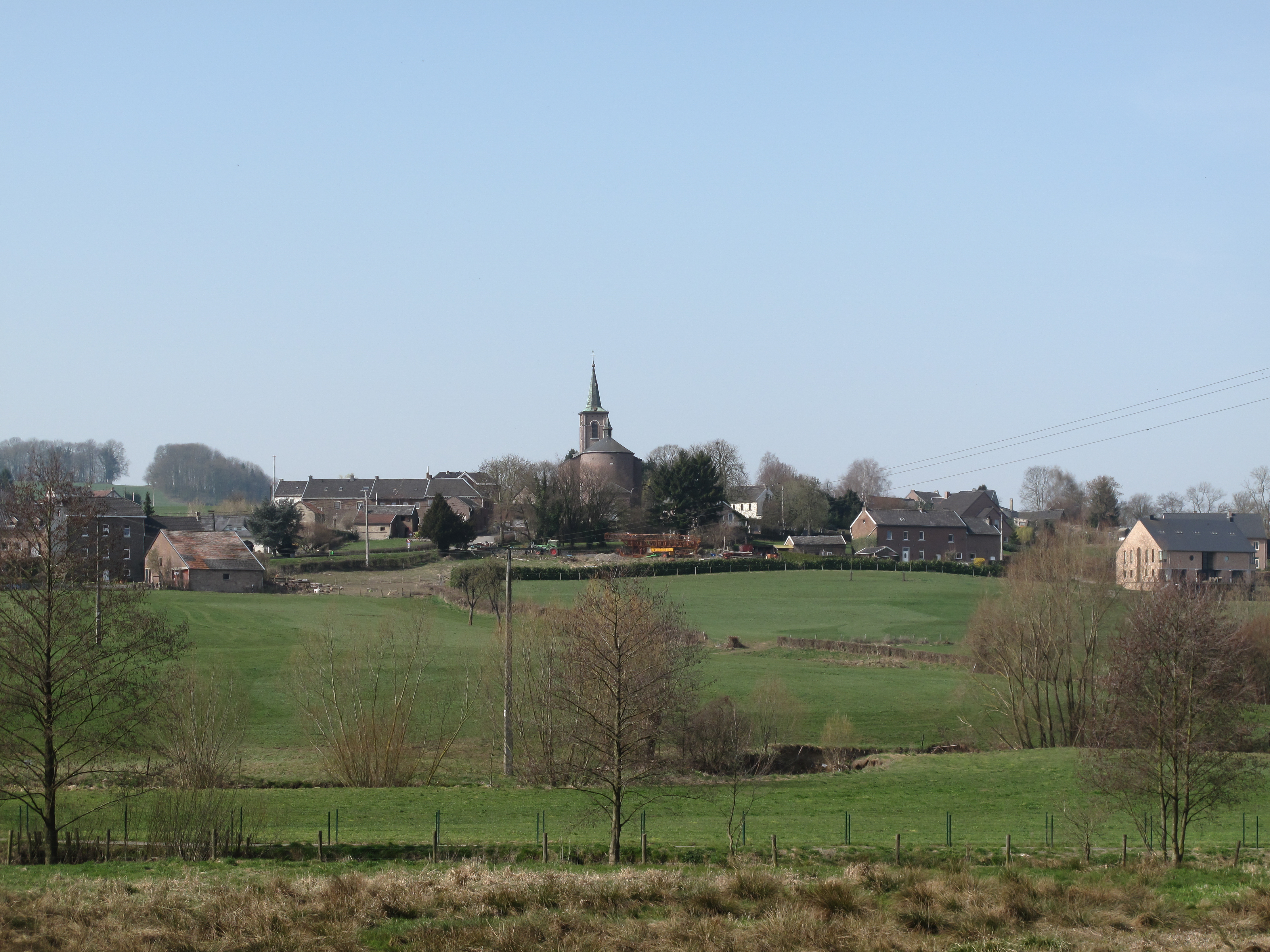
Dorfansicht

## Bevölkerung
Sippenaeken zählt rund 200 Einwohner. In dem Dorf, das offiziell im französischen Sprachgebiet liegt, spricht die einheimische Bevölkerung traditionell einen Übergangsdialekt (Plattdütsch) zwischen dem Deutschen und dem Niederländischen mit sowohl limburgischen als auch ripuarischen Einflüssen.
Bei den Ergebnissen der Sprachzählungen kam es daher zu kuriosen Veränderungen: 1846 bezeichneten sich 49 % der Einwohner als Niederländischsprachig, 38 % als Deutsch- und 13 % als Französischsprachig. 1910, vor dem Ersten Weltkrieg, gaben 61,9 % an, Deutsch zu sprechen, 21,2 % Französisch und 16,9 % Niederländisch. 1947, nach dem Zweiten Weltkrieg, wurde plötzlich 82 % Französisch, 15 % Niederländisch und 3 % Deutsch angegeben. Tatsächlich hatte es aber keinen nennenswerten Bevölkerungsaustausch gegeben. Die Angaben der Bevölkerung waren also stark gefärbt durch aktuelle politische Ereignisse und Willkür. Ein Großteil der Bevölkerung Sippenaekens ist noch heute mehrsprachig.

## Sehenswertes

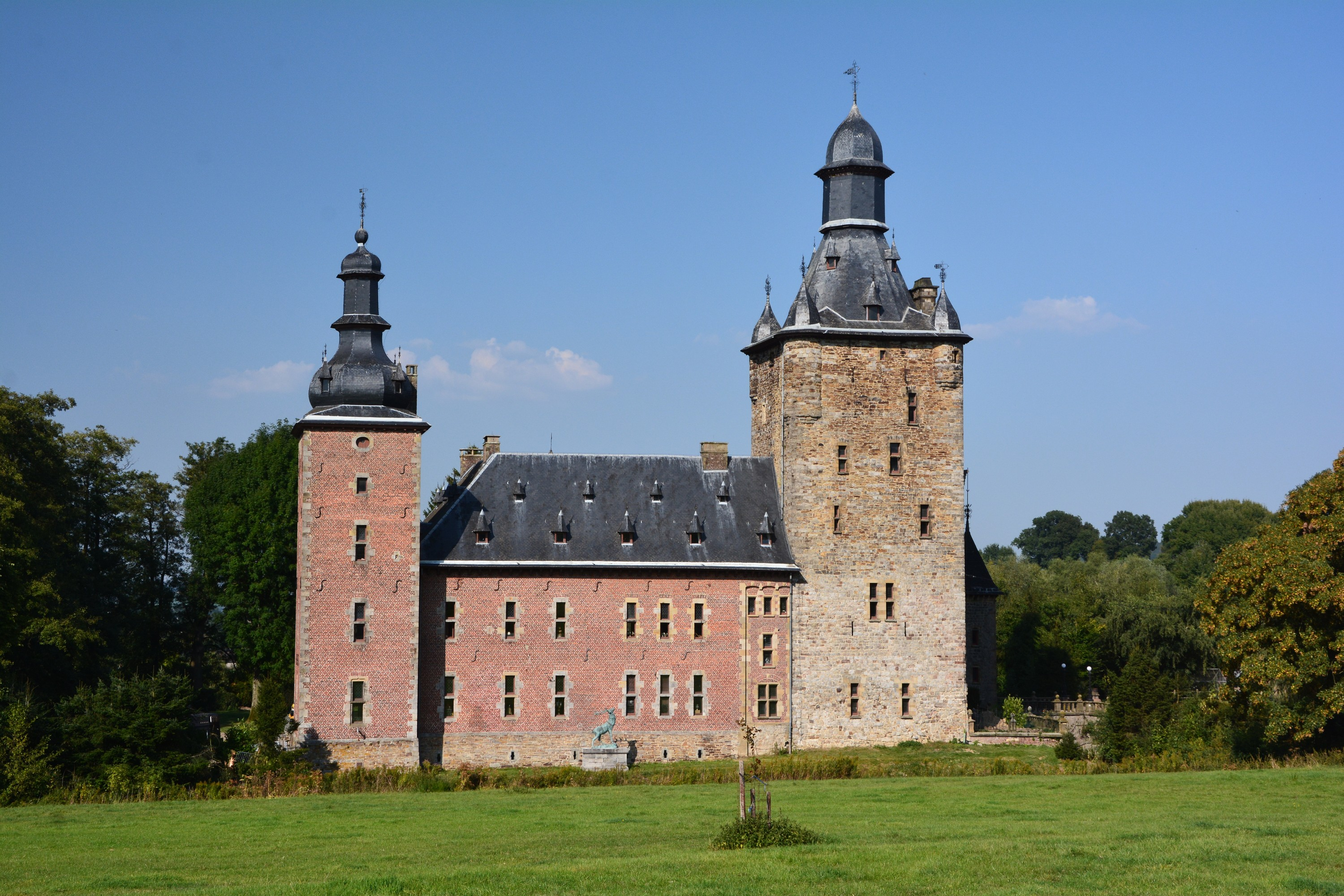
Schloss Beusdaal

Westlich von Sippenaeken liegt das von einem Wassergraben umgebene Schloss Beusdaal, das einen imposanten Bergfried aus dem 13. Jahrhundert hat.